# Omar Abdulrahman
Omar Abdulrahman Ahmed Al Raqi Al Amoudi (arabisch عمر عبد الرحمن أحمد الراقي العمودي, DMG ʿUmar ʿAbd ar-Raḥmān Aḥmad ar-Rāqī al-ʿAmūdī; * 20. September 1991 in Riad, Saudi-Arabien) ist ein Fußballspieler aus den Vereinigten Arabischen Emiraten. Der offensive Mittelfeldspieler steht bei al-Wasl unter Vertrag und ist A-Nationalspieler.

## Karriere

### Verein
Abdulrahman begann seine Karriere im Jahr 2000 bei al-Hilal. 2007 wechselte er in die Jugend des al Ain Club. Dort rückte er zur Saison 2008/09 zur ersten Mannschaft auf, die in der UAE Arabian Gulf League spielt. Mit dem Verein gewann er 2009 den Arabian Gulf Cup, den Arabian Gulf Super Cup sowie den President’s Cup. In den Spielzeiten 2011/12 und 2012/13 gewann er mit der Mannschaft die Meisterschaft. In der Saison 2013/14 gab Abdulrahman mit 16 Vorlagen ligaweit die meisten. 2014/15 gewann er seine dritte Meisterschaft mit dem al Ain Club. In der Spielzeit 2015/16 waren seine zwölf Torvorlagen erneut Ligabestwert. Im August 2018 kehrte Abdulrahman zu seinem Jugendverein al-Hilal zurück und ein Jahr später schloss er sich dem al-Jazira Club an. Anschließend spielte er für al-Ahli Dubai und sei Juni 2022 steht er bei al-Wasl unter Vertrag.

### Nationalmannschaft
Abdulrahman spielte für die U17- und U20-Auswahl des Fußballverbandes der Vereinigten Arabischen Emirate. Mit der U23-Nationalmannschaft gewann er 2010 den U23-Golfpokal sowie die Silbermedaille bei den Asienspielen. Im Sommer 2012 nahm er mit ihr an den Olympischen Spielen in London teil, bei der er mit der Mannschaft nach Niederlagen gegen Uruguay (1:2) und Großbritannien (1:2) sowie einem Unentschieden gegen Senegal (1:1) als Gruppenletzter scheiterte.
Sein erstes Spiel für die A-Nationalmannschaft absolvierte Abdulrahman am 2. Januar 2011 bei einem 2:0-Sieg im Freundschaftsspiel gegen Syrien. Sein erstes Tor erzielte er am 16. Oktober 2012 bei einem 6:2-Sieg im Freundschaftsspiel gegen Bahrain. Mit der Nationalmannschaft nahm er an den Asienmeisterschaften 2011 in Katar und 2015 in Australien teil. Während er 2011 zweimal zum Einsatz kam und mit der Mannschaft torlos in der Vorrunde ausschied, scheiterte er 2015 erst im Halbfinale mit 0:2 an Australien und gewann schließlich das Spiel um den 3. Platz mit 3:2 gegen den Irak. Abdulrahman kam in allen sechs Spielen über die volle Zeit zum Einsatz.

## Erfolge

### Verein
al Ain Club
- Meister der UAE Arabian Gulf League: 2012, 2013, 2015
- Sieger des UAE Arabian Gulf Cup: 2009
- Sieger des UAE Arabian Gulf Super Cup: 2009, 2012, 2015
- Sieger des UAE President’s Cup: 2009, 2014

al-Jazira Club
- Meister der UAE Arabian Gulf League: 2021

al-Ahli Dubai
- Sieger des UAE Arabian Gulf Cup: 2021

### Nationalmannschaft
U23
- U23-Golfpokal-Sieger: 2010
- Silbermedaille bei den Asienspielen: 2010

A-Nationalmannschaft
- Golfpokal-Sieger: 2013
- Dritter Platz bei der Asienmeisterschaft: 2015

### Individuell
- Bester Vorlagengeber der UAE Arabian Gulf League: 2013/14 (16) & 2015/16 (12)
- Local Player of the Year / Emirati Player of the Year: 2015/16
- UAE Arabian Gulf League Team of the Year: 2015/16, 2016/17
- Asiens Fußballer des Jahres: 2016
- MVP der AFC Champions League: 2016

## Familie
Abdulrahmans ältere Brüder Khaled (* 1988) und Mohamed (* 1989) spielten beide ebenfalls beim al Ain Club.